# Росс, Дэвид
Сэр Уи́льям Дэ́вид Росс (англ. Sir William David Ross; 15 апреля 1877 — 5 мая 1971) — шотландский философ, известный разработкой проблем этики, а также историко-философской, переводческой и редакторской работой, связанной в основном с наследием Аристотеля.
В 1936—1940 годах президент Британской академии.

## Избранные труды

### Этика
- «Право и добро» (Ross, W. D. The Right and the Good. — Oxford: Clarendon Press, 1930)
- «Основания этики» (Ross, W. D. The Foundations of Ethics. — Oxford: Clarendon Press, 1939)
- «Этическая теория Канта» (Ross, W. D. Kant’s Ethical Theory. — Oxford: Clarendon Press, 1954)

### Аристотелиана
- Ross W. D. (пер.) Aristotle. Nichomachean Ethics. — Oxford: Clarendon Press, 1908
- Ross W. D. Aristotle. — London: Methuen, 1923
- Ross W. D. (ред.) Aristotle: Metaphysics. In 2 vols. — Oxford: Clarendon Press, 1924
- Ross W. D. (ред.) Aristotle: Physics. — Oxford: Clarendon Press, 1936
- Ross W. D. (ред.) Aristotle: Parva Naturalia. — Oxford: Clarendon Press, 1955
- Ross W. D. (ред.) Aristotle: Prior and Posterior Analytics. — Oxford: Clarendon Press, 1957
- Ross W. D. (ред.) Aristotle: De Anima, Oxford: Clarendon Press. — 1961

### Прочее
- Ross, W.D. Plato’s Theory of Ideas. — Oxford: Clarendon Press, 1951